# Hans engelska fru
Pour plus de détails, voir Fiche technique et Distribution.
Hans engelska fru (traduction : Sa femme anglaise) est un film germano-suédois réalisé par Gustaf Molander, sorti en 1927.

## Fiche technique
- Titre : Hans engelska fru
- Réalisation : Gustaf Molander
- Scénario : Paul Merzbach
- Photographie : Åke Dahlqvist et Julius Jaenzon
- Pays d'origine : Allemagne  République de Weimar - Suède
- Format : Noir et blanc - 1,33:1 - Film muet
- Genre : drame
- Durée : 150 minutes
- Date de sortie : 1927

## Distribution
- Lil Dagover : Cathleen Paget, née Brock
- Gösta Ekman : Ivor Willington
- Karin Swanström : Mme Brock, la mère de Cathleen
- Håkan Westergren : Bruce Brock
- Brita Appelgren (en) : Poppy Brock
- Stina Berg (en) : Antje
- Margit Manstad (en) : Faucigny
- Vilhelm Bryde (en) : Lionel Jessop
- Carl-Gunnar Wingård (en) : le serveur
- Eric Gustafson (en)
- Josua Bengtson (en) : Annonceur de train
- Ragnar Arvedson (en) : Artiste
- Olga Andersson (en) : Londonnienne
- Margit Rosengren (en) : Lilian
- Urho Somersalmi (en) : Birger Holm